# 于栗磾
于 栗磾（う りつてい、生没年不詳）は、五胡十六国時代の北魏の軍人。代郡の人。

## 生涯
北魏に仕え、登国年間に冠軍将軍に任じられ、新安県子に封じられた。
396年10月、寧朔将軍公孫蘭とともに歩騎2万を率いて、自ら太原にあった前漢の韓信が用いた山隘の故道を密かに切り開き、後燕の皇帝慕容宝を中山で急襲した。魏王拓跋珪が至り、故道が修理されているのを見て大いに喜び、于栗磾に名馬を下賜した。
中山攻略の功により、新安県侯に封じられた。
永興年間、関東は群盗が多く起こり、北魏に反抗していた。于栗磾は群盗討伐の命を受け、これを全て討伐した。
410年2月、詔により、歩騎1万を率いて平陽に鎮した。
鎮遠将軍・河内鎮将に任じられ、新城県男に封じられた。統治は慰撫と教導をもってあたり、威光と恩恵が非常にあった。
416年9月、東晋の太尉劉裕が後秦討伐にやってきた。于栗磾は河北が混乱することを憂慮し、黄河の河上に防塁を築いて自ら守りについた。防備は厳密であり、斥候すら防塁を通ることはできなかった。劉裕はこの事態を大いに恐れ、進軍できずにいた。劉裕は于栗磾に書を送り、呉の孫権が蜀の関羽を討った先例を引用し、西進する際の不可侵を求めた。于栗磾はこの書状を明元帝拓跋嗣に送り、指示を仰いだ。拓跋嗣はこれを許し、于栗磾は劉裕の西進に対して、不可侵の対応を採った。併せて、于栗磾に黒矟将軍の号を授けた。
419年2月、東晋の相国行参軍王康が百の兵で金墉に立て籠もった。北魏の司馬文栄らが各々の兵力をもって金墉周辺に陣取り、于栗磾は遊騎兵として邙山上に布陣していた。于栗磾らは次々と金墉を攻めたが、王康は2カ月に渡って城を守り通した。劉裕は援軍を送り、于栗磾らは散じて逃げ去った。
422年11月、晋兵大将軍奚斤とともに虎牢を攻めるため、別働隊として3千を率いて河陽に屯し、南渡して金墉の攻略を試みた。これに対し、南朝宋の冠軍将軍毛徳祖は振威将軍竇晃に5百の兵で小塁、緱氏県令王瑜に4百の兵で監倉、鞏県令臣琛に5百の兵で小平、参軍督護張季に5百の兵で牛蘭を守らせた。洛陽県令楊毅が2百騎で各所への支援を行わせ、これらの防御網で于栗磾軍の渡河を阻んだ。
12月、于栗磾は麾下の長史に1千の兵で、小塁を守る竇晃・楊毅を攻めさせた。しかし、竇晃・楊毅に逆撃され、2百の兵が捕虜となった。その後、奚斤が5千騎を率い、于栗磾も渡河して共に小塁を攻めた。四方から攻撃を加え、竇晃・楊毅らの兵は少なく、竇晃らは皆、重傷を負った。
423年1月、于栗磾は金墉を攻め、南朝宋の河南郡太守王涓之は城を棄てて敗走した。豫州刺史に任じられ、洛陽に鎮した。将軍位はそのままとされ、新安県侯に封じられた。
洛陽は歴代王朝の都であったものの、長年の争乱によって城関は荒れ果て、周囲は炊煙も上っていない有様であった。于栗磾は荒れ地を切り開き、民衆を集めて慰撫した。徳刑は既存の法に則り、これによって百姓らの心を掴んだ。
拓跋嗣が盟津へ行幸した際、河に橋を架けられかと于栗磾に尋ねた。于栗磾は「その昔、杜預が橋を造ったことがございます」と答え、大船の船団を編成して冶坂に橋を架けた。六軍がこの橋で河を渡り、拓跋嗣は橋の美しさに深く感じ入った。
426年9月、太武帝拓跋燾は夏を攻めることを決め、勅令により、宋兵将軍周幾とともに陝城を攻めた。夏の弘農郡太守曹達は戦わずに逃走した。于栗磾らは勝ちに乗じ、三輔まで進軍した。この功により、新安県公に封じられ、安南将軍を加えられた。
北魏軍の統万攻略後、蒲坂鎮将に遷った。当時、弘農・河内・上党の三郡に盗賊等が蔓延っていたが、于栗磾はこれら全てを討滅した。
虎牢鎮大将に転じ、都督河内諸軍事を加えられた。その後、使持節・都督兗相二州諸軍事・鎮南将軍・枋頭都将に任じられた。
外都大官に任じられ、公平な裁判を行い、その仕事ぶりは高く称賛された。
75歳で亡くなり、東園の秘器・朝服1具・衣1襲を贈られ、太尉を追贈された。

## 人物・逸話
- 左右どちらからでも騎射ができ、武芸は人に過ぐると称された[3]。

- 後燕との戦いに勝利した後、祝勝の宴が催された。拓跋珪は酒を置いて「卿は我の黥布・彭越である」と称え、金帛を下賜した[3]。

- 拓跋珪は白登山において、熊が数頭の子を引き連れているのを見た。拓跋珪は振り返って、あの熊らを素手で倒せるかと于栗磾に尋ねた。于栗磾は「天地において、人は最も貴いものです。もしも素手で挑んで勝てねば、壮士を無駄に失うだけではありません。御前まで追い立ててもらえれば、坐したまま、これを制してみせましょう」と答えた。于栗磾は熊らを尽く捕え、これを見た拓跋珪は謝った[3]。

- 黒矟を好んで用い、于栗磾のトレードマーク的な存在となっていた。劉裕は于栗磾を見て、これを興味深く思い、彼への書面の題名を『黒矟公麾下』とした。宋書において、于栗磾は『黒矟公』と記されている[4]。

- 若年から晩年に至るまで軍事に携わり、事に臨んでは善く決断し、向かうところ敵無しであった。目下の者にも謙虚に接し、刑罰をみだりに加えることはなかった。拓跋燾は于栗磾の死を悼み、たいへんに惜しんだ[3]。

- 後年、唐の詩人の杜牧の作品『東兵長句十韻』において、黒矟将軍の名で登場している[5]。

## 家系

### 子
- 于洛抜

### 孫
- 于烈（于忠の父）
- 于敦
- 于果
- 于勁
- 于須
- 于天恩